# Transportadora de bandeira

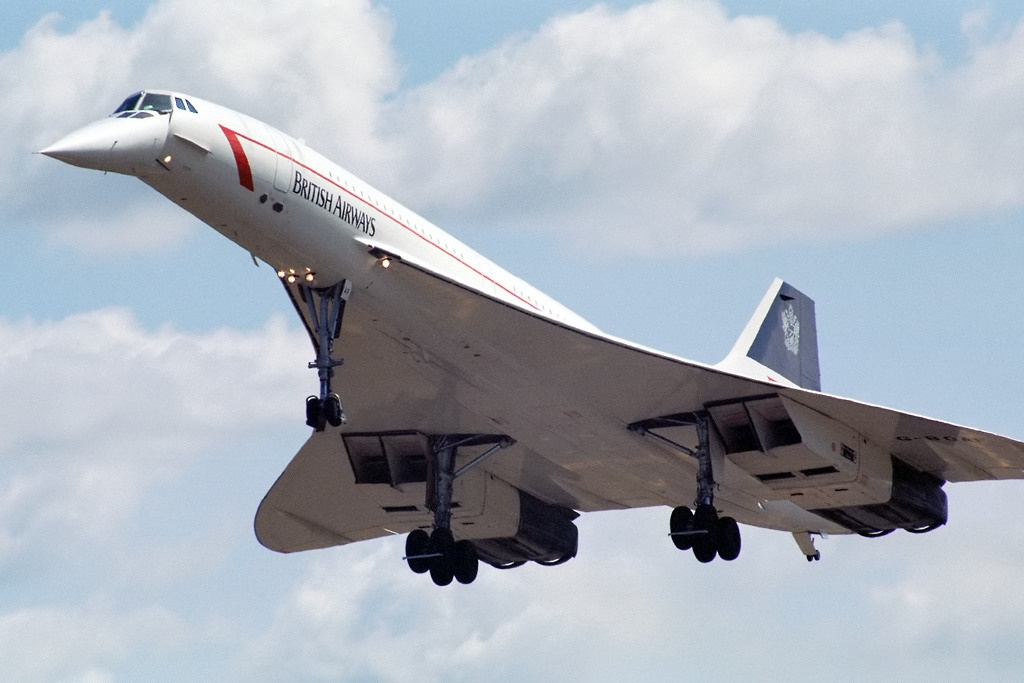
Um Concorde da companhia aérea British Airways, o transportadora de bandeira do Reino Unido

Uma transportadora de bandeira é uma companhia de transporte, como uma companhia aérea ou transportadora, que, sendo registrada localmente em um determinado estado soberano, goza de direitos preferenciais ou privilégios concedidos pelo governo para operações internacionais.
O termo era usado para se referir a companhias aéreas de propriedade do governo de seu país de origem e associadas à identidade nacional desse país. Essa companhia aérea também pode ser conhecida como companhia aérea nacional ou transportadora nacional, embora isso tenha significados jurídicos diferentes em alguns países. Hoje, é qualquer companhia aérea internacional com forte conexão com seu país de origem ou que represente seu país de origem internacionalmente, independentemente de ser estatal.
As transportadoras de bandeira também podem ser conhecidas como tal devido às leis que exigem que as aeronaves ou navios exibam a bandeira do estado do país em que estão registradas. Por exemplo, de acordo com a lei dos Estados Unidos, uma transportadora aérea de bandeira dos EUA é qualquer companhia aérea que possua um certificado de acordo com a Seção 401 da Lei Federal de Aviação de 1958 (ou seja, qualquer companhia aérea sediada nos EUA operando internacionalmente), e qualquer navio registrado nos Estados Unidos é conhecido como um navio de bandeira dos EUA.

## História
O termo vem da época em que os países estabeleceram companhias aéreas estatais. No entanto, nem todas essas companhias aéreas eram de propriedade do governo; Pan Am, TWA, Cathay Pacific, Union de Transports Aériens, Canadian Pacific Air Lines e Olympic Airlines eram todas de propriedade privada. A maioria delas era considerada como transportadora de bandeira, visto que era a "principal companhia aérea nacional" e muitas vezes um sinal da presença de seu país no exterior.
No final do século XX, entretanto, muitas dessas companhias aéreas foram corporatizadas como uma empresa pública ou estatal, enquanto outras foram completamente privatizadas. A indústria da aviação também foi gradualmente desregulamentada e liberalizada, permitindo maiores liberdades do ar, particularmente nos Estados Unidos e na União Europeia com a assinatura do acordo Open Skies. Uma das características de tais acordos é o direito de um país designar várias companhias aéreas para servir rotas internacionais, o que faz com que não haja uma única "transportadora de bandeira".